# Donino, Gabrovo
Donino (în bulgară Донино) este un sat în comuna Gabrovo, regiunea Gabrovo,  Bulgaria. 

## Demografie
Componența etnică a satului Donino
     Turci (12,94%)
     Bulgari (81,29%)
     Romi (4,31%)
     Nicio identificare (1,43%)
La recensământul din 2011, populația satului Donino era de 139 locuitori. Din punct de vedere etnic, majoritatea locuitorilor (81,29%) erau bulgari, existând și minorități de turci (12,94%) și romi (4,31%). Pentru 1,43% din locuitori nu este cunoscută apartenența etnică.